# Rusksele
Rusksele è un'area urbana della Svezia situata nel comune di Lycksele, contea di Västerbotten.
La popolazione rilevata nel censimento 2010 era di 200 abitanti.